# آقای جاودانه
آقای جاودانه (کریگ هالیس) یک ابرقهرمان تخیلی است که در کتاب‌های کمیک آمریکایی منتشر شده توسط مارول کامیکس ظاهر می‌شود. او رهبر انتقام جویان گریت لیکز.

## تاریخچه انتشار
او که توسط جان بایرن خلق شد، برای اولین بار در قسمت ۲ #۴۶ (ژوئیه ۱۹۸۹)انتقام‌جویان سواحل غربی ظاهر شد.

## بیوگرافی شخصیت‌های داستانی

### اصل و نسب
موجود کیهانی Deathurge برای اولین بار اندکی پس از تولد کریگ و مرگ مادرش ظاهر شد و او به Deathurge قول داد که از کریگ مراقبت کند. کریگ دوبله Deathurge را «D'urge» کرد و آن دو بهترین دوستان شدند. پدرش معتقد بود داتورج دوستی خیالی است، حتی پس از حملات متعدد کریگ برای رفتارهای به ظاهر خطرناک، مانند بازی در ترافیک، که توسط داتورج اصرار داشت و کریگ برای پدرش توضیح می‌داد: «فقط با دی بازی می‌کنم». اصرار کن بابا." در هشتمین سالگرد تولد کریگ، داتورج کریگ را ترغیب کرد تا خانه‌اش را آتش بزند و سپس در زیر آن پنهان شود، اتفاقی که پدرش را کشت. پس از آن Deathurge دیگر از کریگ دیدن نکرد و کریگ به خانه جدیدی منتقل شد. پدر خوانده‌اش، آقای اودوگان، مردی بدرفتار بود، اگرچه کریگ به خواهر خوانده‌اش، تری نزدیک شد، و این دو در نهایت در بزرگسالی عاشق هم شدند. این با خودکشی تری به پایان رسید و باعث بازگشت Deathurge شد. کریگ غمگین از دیتورج التماس کرد که او را نیز مانند تری ببرد، اما دیتورج نپذیرفت و دوباره رفت. کریگ اولین بار از تعدادی اقدام به خودکشی را با پریدن از یک ساختمان انجام داد، اما با این کار و تلاش‌های بعدی با استفاده از روش‌های دیگر متوجه شد که نمی‌تواند بمیرد.